# Jamie Muir
Jamie Muir, właśc. William James Graham Muir (ur. 4 lipca 1945 w Edynburgu, zm. 17 lutego 2025 w Kornwalii) – brytyjski perkusista, były członek King Crimson. Po zakończeniu działalności muzycznej zajął się malarstwem.

## Życiorys
Na początku swej kariery Muir nagrywał z Derekiem Baileyem i Evanem Parkerem w Music Improvisation Company w latach 1968–71. W tym samym czasie grał również w zespole Boris z Donem Wellerem i Jimmym Roche’em.
Był członkiem King Crimson w od połowy roku 1972 do początku 1973. Zagrał na albumie Larks’ Tongues in Aspic; pojawił się na kilku nagraniach koncertowych wydanych przez wytwórnię Roberta Frippa Discipline Global Mobile. Czasami grał na standardowej perkusji, jednak zazwyczaj wykorzystywał do gry różnorodne instrumenty perkusyjne, takie jak kuranty, dzwony, kalimba, mbira, piła muzyczna, kołatki, grzechotki i różnorodne bębny. W jego perkusyjnym instrumentarium znalazły się również zwyczajne przedmioty codziennego użytku. W roku 1972 zaczął wieść życie według surowej dyscypliny buddyzmu. Odejście z King Crimson w roku 1973 spowodowane było wypadkiem (podczas koncertu spadł mu na nogę gong) i chęcią wstąpienia do klasztoru w Szkocji.
W 1980 Muir powrócił na muzyczną scenę Londynu, aby nagrać album z Evanem Parkerem i Derekiem Baileyem. W 1983 Zagrał na płycie Ghost Dance, razem z innym byłym członkiem King Crimson – Michaelem Gilesem oraz z Davidem Cunninghamem.
Następnie wycofał się z przemysłu muzycznego i poświęcił się malarstwu.